# Vidofnir
Dans la mythologie nordique,  Veðrfölnir ( le dessèche-vent en vieux norrois)(orthographié également , Víðópnir ou Víðófnir) est le faucon qui se tient entre les yeux de Hraesvelg l'aigle géant qui se tient tout en haut d'Yggdrasil. Sa présence est mentionnée dans le Gylfaginning (Edda de Snorri Sturlusson).
Hraesvelg (mangeur de cadavres) est en fait un Jötunn ("géant" repris dans la liste des Jötnar - section Nafnalthur du Skáldskaparmál  dans la seconde partie de l'Edda de Snorri Sturlusson) qui aurait pris forme d'aigle, c'est lui qui provoquerait le vent en soulevant ses ailes.